# Clovelly
Clovelly és un petit poble situat al comtat de Devon, Anglaterra. Amb l'atractiu turístic del seu port i els seus carrers per vianants, empedrats i escarpats.

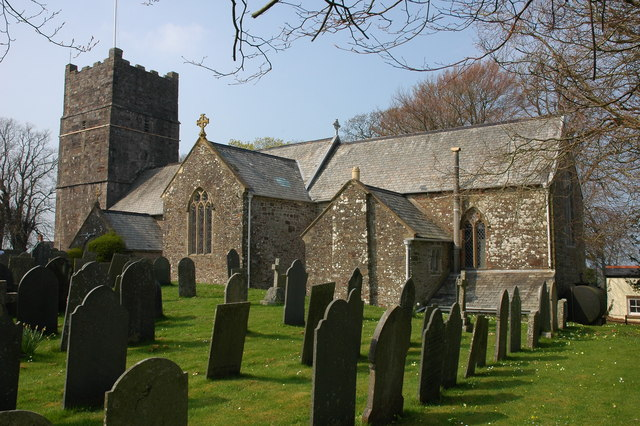
All Saints Church

All Saints Church (església de Tots Sants): Va ser construïda al lloc on hi havia un església cruciforme de fusta. L'actual edifici data del s.XII i reconstruït el s.XIII. Té una única torre en tres blocs amb una altura de 54 peus (16,46 m) amb sis campanes i coronada amb merlets. L'arcada que separa la nau lateral nord està formada per columnes monolítiques de granit de Lundy. El porxo i la pila baptismal són normands. Les vidrieres daten de la dècada de 1880. El púlpit és de l'època de  Jaume I d'Anglaterra.

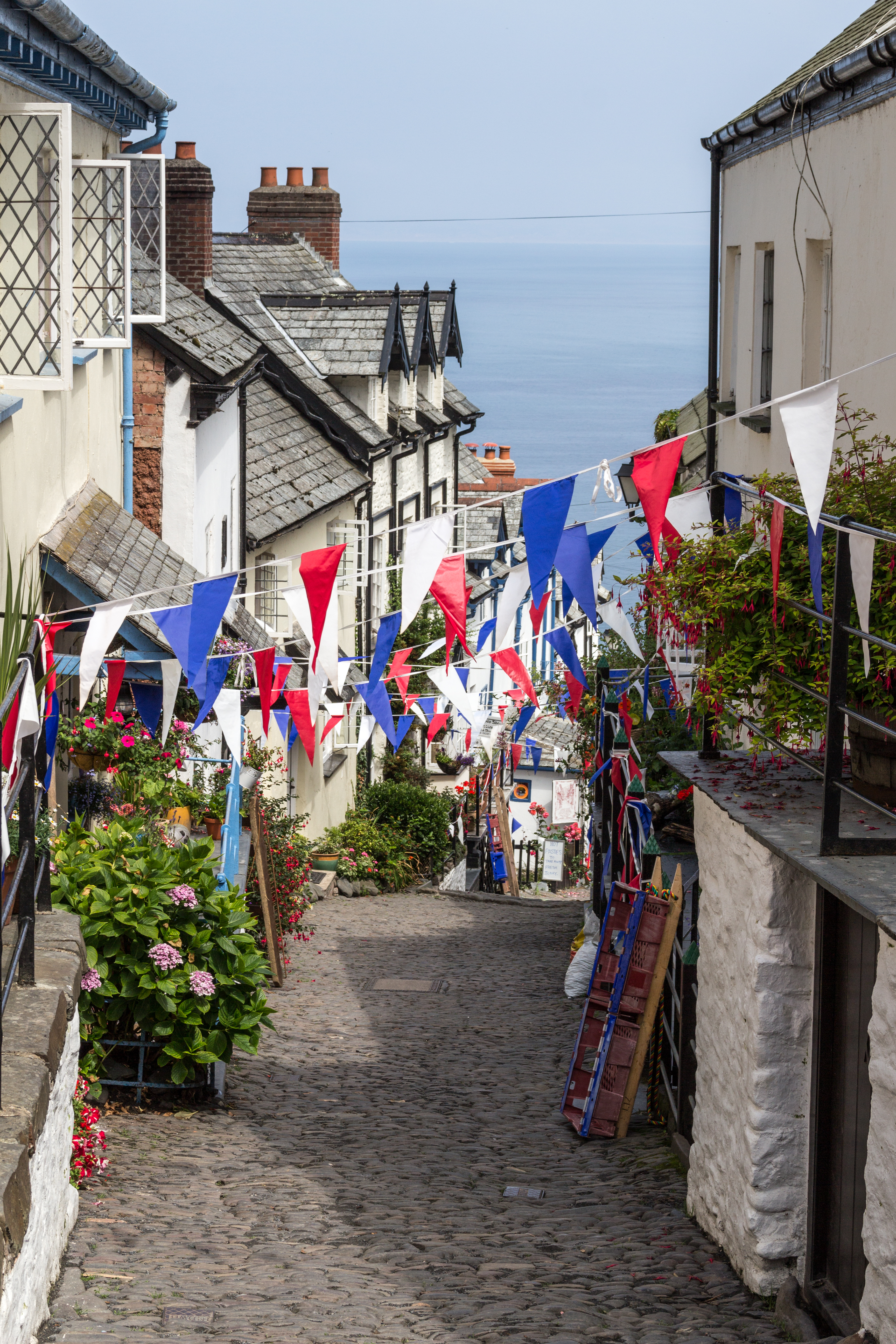
High street

High street és el carrer principal de Clovelly que porta fins al moll. És per a vianants i és empedrat, escalonat i escarpat. Està vorejada per petites cases, algunes del s. XVI, emblanquinades i adornades amb flors. Té un desnivell de 122 m en 0,8 km de recorregut. L'empedrat del carrer està fet de còdols duts de la platja, per la qual cosa és molt desigual.

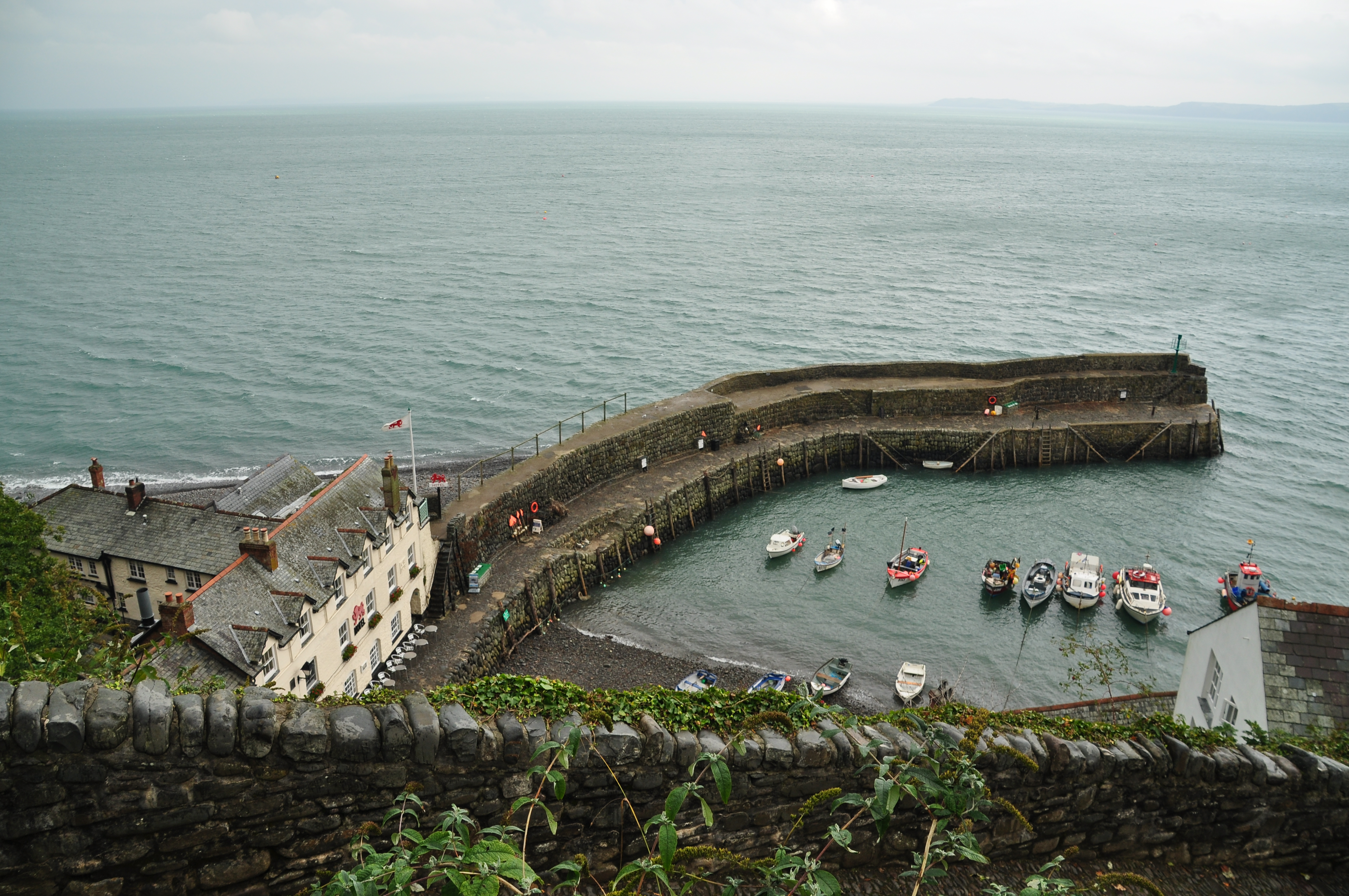
Petit port de Clovelly amb el dic corv

Clovelly Quay: És el petit port de Clovelly i està protegit de la mar amb un dic corb. És l'únic port segur entre Boscastle a Cornualla i Appledore i els pescadors es dedicaven a la captura de l'areng i el verat. Podia protegir fins a 60 vaixells de pesca, però en l'actualitat només n'hi ha un petit nombre de vaixells a causa de la disminució de la pesca. Aquest port forma una platja de còdols.